# Chondrosum kayi
Chondrosum kayi är en gräsart som först beskrevs av Barton Holland Warnock, och fick sitt nu gällande namn av Clayton. Chondrosum kayi ingår i släktet Chondrosum och familjen gräs. Inga underarter finns listade i Catalogue of Life.